# Luis de Guevara
Luis de Guevara, escritor español del Siglo de Oro, que no hay que confundir con el también escritor y más conocido Luis Vélez de Guevara.
Poco se sabe sobre él, salvo que es autor de una colección de novelas cortesanas, Intercadencias de la calentura de amor, sucesos ya trágicos y lamentables, ya dichosos y bien logrados (Barcelona, 1685), donde se incluye una famosa y bastante divulgada, Los hermanos amantes.

## Ediciones
- Intercadencias de la calentura de amor, Barcelona, Imp. de Joseph Llopis, 1685